# 赤坂町 (高崎市)
赤坂町（あかさかまち）は、群馬県高崎市の地名。郵便番号は370-0818。面積は0.06km2(2012年現在)

## 地理
前橋台地の南端、烏川左岸東方、高崎城大手西北部に位置する。面積が狭く、建物が密集している。

## 歴史
「赤坂」の地名は古く、現在の「高崎」の名前が生まれる以前には、高崎全体の名前が「赤坂」だったこともあり、平安時代の中ごろには、すでにこの名があったとされている。江戸時代には高崎城の城下町の1町だった。町域はもとの赤坂村の一部である。

### 年表
- 1889年（明治22年）4月1日 町制施行で高崎町の町名となる。
- 1900年（明治33年）4月1日 市制施行で高崎町は高崎市となる。

### 地名
かつてこの地域に榎が多かったことから榎ノ森とも言われた。

## 世帯数と人口
2017年（平成29年）8月31日現在の世帯数と人口は以下の通りである。
| 町丁   | 世帯数  | 人口  |
| ------ | ------- | ----- |
| 赤坂町 | 202世帯 | 397人 |

## 小・中学校の学区
市立小・中学校に通う場合、学区は以下の通りとなる。
| 番地 | 小学校             | 中学校             |
| ---- | ------------------ | ------------------ |
| 全域 | 高崎市立中央小学校 | 高崎市立第一中学校 |

## 交通

### 鉄道
同町に鉄道駅はない。

### 道路
国道は国道354号が通っている。県道は群馬県道29号あら町下室田線が通っている。

## 施設
- 高崎神社
- 長松寺